# Distrofina

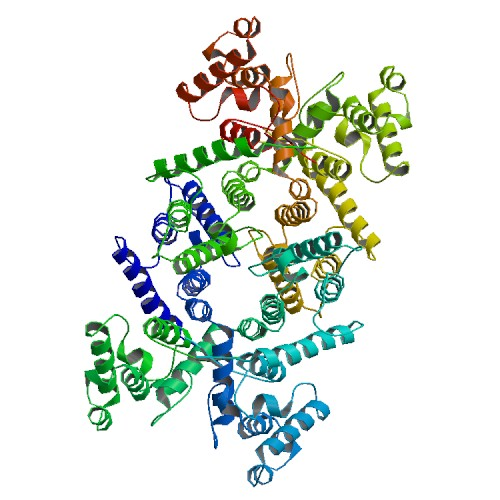
Immagine renderizzata della distrofina basata su 1dxx (PDB)

La distrofina è una proteina, e una parte importante di un complesso di proteine che connette il citoscheletro di una fibra muscolare alla matrice extracellulare circostante attraverso la membrana cellulare. La sua deficienza è una delle cause della distrofia muscolare. È stata identificata nel 1987 da Louis M. Kunkel, dopo la scoperta, nel 1986, del gene mutato che causa la distrofia muscolare di Duchenne (DMD). 
Il gene che codifica per la distrofina è situato sul cromosoma X, al locus Xp21.2. Con la sua dimensione di circa 2,4 Mb è il gene più grande che si conosca in natura.
Il tessuto normale contiene piccole quantità di distrofina (circa lo 0.002% della quantità totale delle proteine muscolari), ma la sua assenza porta sia alla DMD che alla fibrosi, una condizione di indurimento del muscolo. Una diversa mutazione dello stesso gene determina una distrofina difettosa, portando alla distrofia muscolare di Becker (BMD).